# Chloropsis media
Chloropsis media là một loài chim trong họ Chloropseidae.